# 2MASS J04082905-1450334
2MASS J04082905-1450334 ist ein Brauner Zwerg im Sternbild Eridanus. Er wurde 2004 von John C. Wilson et al. entdeckt. Er gehört der Spektralklasse L4,5 an.